# Novinarstvo
Novínarstvo je dejavnost, ki spremlja dogajanje in o njem poroča širši javnosti. Prispevki so objavljeni v javnih občilih ali novejše medijih, kot so časopis, radio, televizija in svetovni splet. Novinarski poklici so mdr. časnikar ali novejše novinar, urednik, bralec radijskih vsebin ali napovedovalec, voditelj radijskih in televizijskih oddaj ter podkastov, fotograf, snemalec itd. Publicist se ukvarja s sorodno dejavnostjo, publicistiko, ki jo teorija uvršča med novinarske zvrsti, s tesno navezavo na poljudnoznanstvene in umetnostne zvrsti.

## Definicija
Novinarstvo je javnosti namenjeno delovanje, katerega osnovni nameni so:
- obveščanje javnosti o dogajanju,
- razlaganje ali komentiranje dogajanja,
- osveščanje in izobraževanje javnosti ter
- rekreacija ali zabava javnosti.

Imamo pa tudi politično novinarstvo, katerega cilj je prepričati to javnost ter tako spremeniti njeno vedenje ali hotenje.
Novinarski izdelki so publikacije, ki izhajajo v rednih časovnih obdobjih. Večina sredstev za komunikacijo, kot so npr. telefon ali internetne klepetalnice, niso publikacije, saj so primerni zgolj za neposredno komunikacijo. Unikatnih umetniških del ali tistih z manjšo naklado navadno prav tako ne pojmujemo kot publikacije. Publikacije financirajo založbe, redkeje posamezniki. Zbiranje in izdaja publikacij je naloga knjižnic in arhivov.
Glavni obliki klasičnega periodičnega tiska sta časopis in časnik. Časnik je medij, za katerega je značilno beleženje dogajanja, torej redno dnevno izhajanje in velika naklada, družbenopolitična aktualnost, snovna neomejenost. Časopis je splošen ali pa specializiran medij (leposlovna, zabavna ali strokovna vsebina). Izhaja tedensko do mesečno in v manjših nakladah. Na zunaj se razlikujeta že v formatu. Vse te meje so lahko zabrisane, javnost navadno med njima ne razlikuje, zato se zadnje čase vse bolj uporablja izraz časopis, ki pomeni oboje. Poleg teh poznamo tudi razne magazine, ki so bolj zanimivostno usmerjeni, in revije, ki so bolj specializirane.
Novi elektronski mediji kot radio in televizija imata periodičnost v poročilih in dnevnikih, ki je že urna, ali celo trenutna, internet pa stalno osveževanje.
Ob nastanku novih medijev je večina besedil v še bolj sežeti vsebini na voljo tako na spletu, kot tudi v radio oddajah in TV oddajah, ki so namenjeni novinarskim izdelkom. Komuniciranje z novinarskimi in drugimi prispevki sproži pojem množična občila. Pri medijskem nastopu novinarja je njegova pojava tudi del trženja samega medija. To je novost novih tehnologij in pomeni zvezdništvo.

### Značilnosti publicističnih besedil
- Ažurnost: sprotnost, dnevno ali takojšnje poročanje
- Aktualnost: obravnavanje aktualnih tem.
- Periodičnost: izhajanje v rednih krajših časovnih presledkih.
- Publiciteta: novinarski izdelki so javni.
- Univerzalnost: novinarski izdelki pokrivajo široko področje vsebin.
- Publicistični jezik.

### Novinarske zvrsti in vrste
Stalne oblike novinarskega sporočanja so v skladu z njihovo prevladujočo funkcijo razdeljene v dve skupini. Znotraj teh dveh skupin glede na vrsto teme in način poročanja poznamo več publicističnih vrst.
- Informativna ali poročevalna zvrst: sem sodijo novinarska besedila, ki so objektivna in obsegajo dejstva in podatke. Prevladujoča funkcija teh besedil je informacijska.
  - Novica je krajše pripovedno publicistično besedilo, novinar v njej seznani javnost z aktualnim dogodkom, je objektivna.
  - Članek je daljša razčlenjenena novica
  - Poročilo je obširno prikazovalno publicistično besedilo, novinar objektivno poroča o dogodkih iz preteklosti.
- Interpretativna ali presojevalna zvrst: so tista novinarska besedila, ki so subjektivna, saj so v besedilih prisotna avtorjeva mnenja. Njihova funkcija je interpretativna. Za te zahtevnejše oblike novinarskega pisanja, kjer pisec izreka tudi svoje stališče, se uporablja ime publicistika (angl. opinion journalism). 
  - Reportaža je pripovedovalno publicistično besedilo o zanimivem aktualnem dogodku, novinar ni več objektiven.
  - Intervju je dvogovorno besedilo, novinar se pogovarja z znano osebo, je v obliki vprašanj in odgovorov.
  - Ocena je vrednotenjsko publicistično besedilo, kjer novinar vrednoti umetniško ali strokovno delo (knjigo, film, oddajo, razstavo, predstavo, glasbeni dogodek). Mnenje podaja na objektivno-subjektiven način in po navadi vpliva na sprejemnika. Recenzija je strokovno delo.
  - Komentar je vrednotenjsko publicistično besedilo, je bolj subjektiven od ocene, novinar vrednoti dogodek na podlagi različnih informacij o nekem pojavu, dogodku ali procesu.
  - Feljton ali podlistek.
  - Esej.
  - Polemika.

## Zgodovina
Zgodovina samega novinarstva je izredno prepletena z razvojem tiska, papirja, pisanja. A prenos novic, obvestil o pomembnih dogodkih je seveda bil v veljavi tudi pred takšnim razvojem. Prenašanje sporočil preko bobnov, dimnih signalov, popotnikov, slov tako povezuje novinarstvo tako z zgodnjo obliko poštne dejavnosti kot tudi z zgodnjo informatiko. Razvoj pisanja in tiska se je začel na Bližnjem vzhodu in v Aziji, se razširil v Evropo in od tam v Ameriko. Prvi poskusi zapisovanja segajo tudi v antiko. Številni narodi so poskušali zbirati, shranjevati in širiti informacije še preden so Rimljani poskrbeli za prvi sistematični poskus zbiranja in distributiranja informacij, in sicer v Acta Diurna (dnevni dogodki) leta 59. pr. n. št. To sta bili dve mavčni ploščici, na katerih so bila na roko napisana obvestila o uradnih dogodkih (gladiatorski boji, poroke, rojstva in smrti, sojenja, usmrtitve). Acta Duirna velja za predhodnika sodobnih časopisov. Načrtnega zbiranja podatkov so se prvi lotili Kitajci in začeli izdajati Tčing-pao (poročila o dogajanju na dvoru). V srednjem veku je v Evropi razvit mestni glasnik, mestni ali grajski uslužbenec, ki razglaša vse pomembne novice pomembne za širšo družbo.
Za razvoj publicistične dejavnosti v Evropi in malo pozneje v Ameriki je bila pomembna Gutenbergova iznajda tiska (1450–1455), ki je pomenila začetek dobe tiskanega medija in množičnega komuniciranja. Tiskarska revolucija v 16. stoletju je povzročila množičen pojav knjig, časopisov pa na začetku še ni bilo, pojavlja pa se obširna produkcija krajših besedil, ki komentirajo, objasnjujejo ali zasmehujejo družbeno okolje, pri tem pa so na robu veljavnosti, tiskarji pa so morali ob spornih prestopkih biti pod vedno večjim nadzorom oblasti. Prvi natisnjeni časopisi so se pojavili na začetku 17. stol., in sicer sočasno v Nemčiji, Italiji in na Nizozemskem: Nieuwe (1605), Relation (1609) in Avisa Relation oder Zeitung (1609). Sledili so časopisi še drugod po Evropi. Prvi angleški časopis je bil The Daily Courant ali Weekly News (1621), francoski pa La Gazette (1631). Prvi neodvisni časopis na ameriških tleh New-England Courant je začel izhajati 1721.

## Zgodovina novinarstva na Slovenskem
Ozemeljska, cerkvena in upravna razdrobljenost slovenskega etničnega prostora je povzročila, da je bilo slovensko novinarstvo odrinjeno na obrobje državnega in družbenega vplivanja. Zato se je razvijalo drugače kot v preostalem srednjeevropskem prostoru (z zamudo).

#### Obdobje prehodništva (od 7. stol. do konca 18. stol.)
V tem obdobju smo se Slovenci najprej srečali z latinskimi nabožnimi besedili, pozneje z nemškimi rokopisnimi knjigami, po Gutenbergovi iznajdbi tiska pa še s tiskanimi informacijami v nemščini. Slovenska srednjeveška besedila so se ohranila v cerkvenih zapisih (npr. Brižinski spomeniki). Prvo slovensko časopisje se je pojavilo v 16. stol., najprej v nemškem jeziku. Dejavnost protestantov in prva slovenska knjiga, Trubarjev Katekizem, sta močno prispevali k širitvi bralnih navad Slovencev. Tako je leta 1557 nastala prva periodična publikacija v slovenščini, Ta slovenski Kolendar kir vselei terpi, ki jo je Primož Trubar zasnoval po takrat razširjenih nemških protestantskih koledarjih. Zatem je nastopila protireformacija, obdobje, ko so preganjali protestantsko delovanje, zato na področju tiska ni bilo vidnega razvoja naslednjih 200 let. Pisanje, branje in izdajanje je bilo mogoče le v nemščini, zato so Slovenci brali nemške časopise, najbolj znan je bil Laibacher Zeitung, tudi Weiner Zeitung.

#### Obdobje obrtniške stopnje razvoja (od konca 18. stol. do srede 19. stol.)
Obdobje se začne, ko se konča protireformacija in začne nacionalno prebujanje. Slovencem sta vladala razsvetljenska absolutista Marija Terezija in njen sin Jožef II. Še vedno je prevladovalo nemško časopisje, naklade pa so bile zaradi slabe pismenosti nizke. Za slovenske razsvetljence je bilo takrat najpomembnejše vprašanje naroda, zato so člani krožka Žiga Zoisa začeli izdajati literaturo in časopisna besedila v slovenskem jeziku, njihovi naslovniki so bili ljudje kmečkega in polmeščanskega stanu. Pobudo Žige Zoisa, da bi Slovenci dobili svoj časopis, je uresničil Valentin Vodnik, ki je oblikoval časopis Lublanske novice (1797–1800). Tiskal jih je tiskar Janez Friderik Eger. Izšle so iz praktikarske tradicije oziroma Vodnikove publicistične prakse pri Veliki pratiki (1795–97) in Mali pratiki (1798–1806). Lublanske novice so propadle, ker so imele podporo le v Zoisovem krogu, drugi izobraženci pa so še naprej brali nemške časopise. Sledilo je t. i. mednoviško obdobje (1800–43), ki predstavlja vrzel v slovenskem časnikarstvu. Izjema v tem obdobju je literarni zbornik Krajnska čbelica (1830–33, 1848).

#### Obdobje industrijske stopnje razvoja (od srede 19. stol. do 1954)
Avstrijske oblasti so leta 1848 še omejevale razvoj slovenskega časopisja. Pomembni so izobraženci iz kroga Matije Čopa in Franceta Prešerna, ki so podprli literarni zbornik Krajnska čbelica, ki pa zaradi cenzure ni mogla prerasti v trajnejše slovensko književno glasilo. Spet je prevladovalo nemško časopisje, dokler niso avstrijske oblasti leta 1843 izdale soglasja k izdajanju slovenskega časopisa Kmetijske in rokodelske novice, urednik je bil Janez Bleiweiss. 1848 so Slovenci nastopili s programom Zedinjena Slovenija, ki je pomenil prelom z dotedanjo jezikovno in kulturno usmeritvijo slovenskega gibanja. Kratkotrajna odprava cenzure je spodbudila razvoj novinarstva. Nastali so prvi slovenski politični časopis Slovenija (1848–50), liberalno usmerjena lista Celske slovenske Novine (1848–49) in Slavjanski rodoljub (1849) ter časopis katoliških krogov v Ljubljani Slovenski cerkveni časopis, ki se od leta 1849 imenuje Zgodnja danica (1848–1905). Konec leta 1848 je nastopil je Bachov absolutizem, a je vlada vseeno leta 1849 prvič uradno priznala slovenski jezik in v Ljubljani je začel izhajati prvi slovenski uradni list Ljubljanski časnik. Poleg tega sta edina dovoljena časopisa ostala Kmetijske in rokodelske novice in Zgodnja danica. Druga polovica 19. stoletja je obdobje industrijskega razvoja. Slovensko novinarstvo se je v tem času oblikovalo po vzoru sosednjih (zlasti nemških) držav. Dejavnost so spodbujala nacionalna prizadevanja. Mladi izobraženci s Franom Levstikom na čelu so začeli obujati prizadevanja za Zedinjeno Slovenijo, nastajale so čitalnice in drugi dogodki, kjer se je odvijalo slovensko kulturno in politično življenje. Kmetijske in rokodelske novice so postale pretesne za vse bolj živahno kulturo, zato je graščak Miroslav Vilhar začel izdajati časopis Naprej (1863). Leta 1865 je sledil časopis Slovenec, pri katerem je prav tako sodeloval Levstik. Levstik je ustanovil še časopis Pavliha (1870). Vsi niso bili navdušeni nad slovenskimi časopisi, zato sta nastali dve skupini: konzervativnejši staroslovenci (Bleiweiss), ki so podpirali Kmetijske in rokodelske novice, in liberalni mladoslovenci (Levstik), ki so podpirali časopise Naprej, Slovenec, Slovenski narod. Razcepljenost novinarstva se je odražala tudi v literarnih časopisih: liberalni je bil Ljubljanski zvon (1881–1941), katoliški pa Dom in svet (1888–1945). Po prvi svetovni vojni in vse do konca druge svetovne vojne izhajajo predvsem časopisi s političnimi temami.

#### Obdobje informacijske družbe (od 1954 do danes)
Število časopisov je že zelo naraslo, vse od političnih, kulturnih, literarnih revij do rumenega tiska itd. Pomembna je pojavitev radia in televizije, pozneje še interneta, kar je novinarstvu dalo novo razsežnost, povezano z glavnimi značilnostmi elektronskih medijev – sočasnost, neposrednost, minljivost informacije. Vse te nove možnosti s sabo prinašajo konkurenčnost, ki zahteva dobre vsebine, primerno obliko in ustrezno platformo (tradicionalni mediji ali splet). Pomembne težave novih medijev so predvsem propad tiskanega medija ob množici zastonjskega gradiva, ki je na voljo na spletu in je poglavitni vzrok propada mnogih tiskanih publikacij, ki so prisiljene ob svojem upadu naročnin vsaj del svojih vsebin ponuditi na spletu. Pomembna novost je tudi informacijski TV kanal, ki ponuja novice ves dan v različnih oblikah.
S socializmom in odprtim gospodarstvom je družba stopila v stik s ženskim novinarstvom, klasično novinarstvo se je obogatilo z močno mrežo dopisovalcev, veliko izobraženih in sposobnih ljudi je novinarski poklic uporabilo za stik s tujino in tujim gospodarstvom pa tudi tujo tehnologijo. Novinarstvo je z mnogimi edicijami želelo obogatiti znanje svojega prebivalstva, tako so nastale tudi daljše reportaže o ljudeh širom sveta. Tednik Mladina je bil tudi zgodovinsko pomemben tednik pred osamosvojitvijo s poudarkom na raziskovalnem novinarstvu.

## Vloga novinarstva
Leta 1920, ko se je pojavi moderno novinarstvo, sta pisatelj Walter Lippmann in filozof John Dewey začela razpravljati o vlogi novinarstva v demokraciji.
Lippmann je novinarja razumel kot posrednika med javnostjo in politično elito. Ko politična elita govori, novinar posluša in zapisuje ter nato posreduje sporočilo javnosti. To je utemeljeval tako, da javnost ni sposobna razumeti zapletenih informacij, o katerih govorijo politiki, zato potrebuje nekoga, da jim to razloži. Prav tako naj bi bila javnost preveč zaposlena s svojim življenjem, zato naj ne bi imela časa za poglabljanje v politiko. Tako naj bi novinar pomagal javnosti, da se je lahko odločila pri volitvah.
Dewey je menil drugače. Javnost dobro razume in pozna politične teme. Zato naj bi novinar ne samo posredoval informacije, ampak jih tudi presodil in poročal o tem. Ta koncept je v središču razvoja novinarstva. Po Deweyju so v središču demokracije ravno pogovori, razprave in dialogi med politično elito in javnostjo.

## Novinarstvo danes
Z socializmom novinarstvo spremeni dinamiko. Komunistična oblast obširno poroča o zmagah in dosežkih, nasprotovanje in opozicijska stališča pa niso predočena javnosti. Strokovne debate tako niso del novinarske prakse, novinarstvo pa postane vedno močnejše glede mednarodnih dogodkov, kjer se uvaja komentatorje in dopisnike, ki jih slovensko novinarstvo prej ni poznalo do te mere. Socializem, še posebej po Titu, zahteva drugačno razmišljanje o družbi. Novinarji in javnost tako premišljuje zapletene tematike ki segajo od cenzure, samocenzure, obveščanja javnosti, razmerij do državne varnosti, nacionalizma in militarizma. Prisotnost le dveh dnevnih časopisov in ene državne radiotelevizije je mnoge dušil ob poplavi informacij.
V devetdesetih letih so se mediji okrepili in globalizirali, v neki meri pa tudi privatizirali. Vse pomembnejše so postale kabelske, radijske in televizijske postaje, ki so začele ogrožati klasične, državne medije. Novinarski svet je zaznamoval tudi internet, ki je spodbudil razvoj spletnih časopisov in ponudil novo možnost distribucije. Ponudba še nikoli prej ni bila tako pestra, toda teoretiki so začeli ugotavljati, da je kakovost slabša.
V Sloveniji so bila devetdeseta leta v znamenju sprememb političnega sistema, sprejemanja nove medijske zakonodaje, privatizacije medijev, liberalizacije časopisnega trga, medijske koncentracije in komercializacije. S 1991 so mediji prešli iz rok politike v roke kapitala. Na slovenski trg je vstopil tudi tuji kapital, in sicer skozi projekt Pro plus, ki je na noge postavil komercialno televizijo POP TV. Nastali so novi mediji: komercialne televizijske postaje (npr. A kanal, Pop TV, TV3, TV Paprika, TV Pika), lokalne televizije, kabelske televizije, komercialne radijske postaje (npr. Radio Hit, Radio Ena), specializirane revije (posvečene na primer borznemu, finančnemu, podjetniškemu informiranju, računalništvu, npr. Kapital, Profit, Manager, Moj Mikro, Monitor), razmahnilo se je novinarstvo v zabavno-poučnih in razvedrilnih revijah, pojavili so se senzacionalistični mediji (npr. Slovenske novice, Lady idr.). Pojavila so se tudi hibridna sporočila (prikrito oglaševanje), veliko pozornosti je dobilo preiskovalno novinarstvo (razne afere). Razvoj sodobnih tehnologij je vplival tudi na pojav internetnega novinarstva (prvi in še zdaj uspešen je 24ur.com), narasla je priljubljenost bralčevih spletnih dnevnikov oziroma blogov. Pomembno pozornost je pridobil tudi nastanek brezplačnih revij, sprva so pokrivale manjše področje (Ljubljana, kino, dogodkovnik), nato pa se je pojavil tudi brezplačni dnevni časopis.
Novinarstvo je sedaj pridobilo nove platforme tudi v Sloveniji. Pojav TVInfo kanala, ki je skušal zapolniti dan z novicami, spletne strani ponudnikov novinarskih izdelkov Metina lista, Apparatus, Pod črto, Torek ob petih so vdirale v prostor, ki so ga ponujale nove tehnologije oziroma pocenitev starejših tehnologij. Še posebej v Sloveniji je značilna javna polemika o politično enostranskem poročanju medijev po ocenah izvoljenih politikov. Prav tako nastajajo avtonomni ponudniki novic s povezavami, Novice najdi.si, Siol.net.
Novinarstvo je doživelo še eno pomembno spremembo ob spremembi političnega sistema, privatizacija medijskih hiš. Ob RTV Slovenija kot nacionalni javni medijski hiši se pojavijo zasebni mediji, oziroma zasebni medijski projekti, ki odkupujejo obstoječe medije. Zadnji tak pojav je nastanek Planeta TV. Odpirajo se novi TV kanali namenjeni športnemu novinarstvu in prenosom, zmanjšuje pa se prisotnost tiskanih medijev oz. njihova konkurenčnost (Ekipa in Športske novosti se združujeta).

### Medijsko gospodarstvo
Najpomembnejši vir financiranja novinarskih izdelkov so oglasi in drugi tržni materiali. Informacije o novih produktih, instrumenti, ki povečujejo potrošnjo, obveščanje o tržnih novostih je postalo s časom utrjeno gospodarstvo samo po sebi. Podobno pomemben zgodovinski vir financiranja so bile osmrtnice in javna obvestila. Ob televiziji in radiu, televiziji in internetu, se financiranje storitev močno spreminja iz klasične časopisne sheme financiranja.
V sodobnem gospodarstvu je vsaka informacija pridobila neko vrednost in ceno. Verodostojnost je ob množici različnih virov podatkov postala ključna, zato se zmanjšuje pomen oglasov za informativni program. Ogromno informacij tako nastaja v popolni odsotnosti finančnih in drugih vplivov, a so omejeni s subjektivnimi pisci in njihovimi stališči.

### Različne vrste novinarstva
Zaradi same narave novinarstva in opisovanja družbe z oceno družbene objektivnosti, je vplivnost medijev odvisna od njihove sposobnosti približati se bralcu. Družbeni sistemi, okolje, pisanje pa tudi teme so tako odvisne od cele vrste dejavnikov. Novinarstvo se obenem specializira in tako specifično informira zainteresirane. Tako poznamo politično, poslovno, korporativno, tabloidno, športno, znanstveno, raziskovalno, potovalno, versko, državljansko novinarstvo. Pomemben del novinarstva so tudi recenzije gledališča, plesa, restavracij, koncertov, kinotečnih novosti. Zaradi same narave poklica, kjer se nastopa v javnosti, so nastale tudi oblike Gonzo novinarstva (novinar ni sposoben urejenih misli, a ponuja resnično izkušnjo) in Novega novinarstva (s pomočjo daljšega dela novinar ponudi presek družbe, dogodka). Zaradi pomembnih jezikovnih pravil, zahtevne jasnosti in jedrnatosti, ki se zahteva od novinarja, se državljansko novinarstvo blogosfere znatno kritizira, delno tudi zato, saj zbija ceno novinarjem, hkrati pa škodljivo vpliva na preverljivost dejstev, Vse oblike novinarstva zahtevajo visoko stopnjo obrtniške kvalitete in visoke etične standarde. Zaradi same narave novinarstva je namreč novinar neredko oseba, ki ne ponuja dejstev, temveč domneve.

## Oblike medijev

### Množični mediji ali javna občila
- Govorniški oder, prižnica, trubadurstvo ipd
- Tiskani mediji: so mediji, natiskani na papir (za razliko od rokopisov): knjige, časopisi, revije, zemljevidi, letaki, plakati. Posebna oblika tiskanih medijev je tisk za slepe in slabovidne.
- Novinarski roman: daljše avtonomno delo v obliki raziskovalne reportaže in podanih izjav, ki objektivno popiše nek zaključen dogodek z vsemi političnimi, sociološkimi in drugimi podrobnostmi
- Radio in televizija: nove tehnologije so prinesle več oblik: plačilna televizija, digitalni videorekorder, internetna radio in televizija, digitalni televizorji
- Internet, družabna omrežja in razne razvojne oblike povezane s svetovnim spletom

### Mediji kot nosilci informacij
- Avdiovizualni mediji: sem spadajo slikovni in tonski mediji na analognih medijih in medijih za digitalno shranjevanje. Klasični ali stari n.osilci zvoka so: kompaktni diski, vinilne plošče, glasbene kasete, mini diski, zvočne knjige itd. Filmski mediji so: kinofilmi (35 mm), VHS, DVD, VMD itd.
- Elektronske publikacije: za te je značilno, da so v digitalni obliki in da za njihovo uporabo potrebujemo računalnik. Ločimo med off-line publikacijami na različnih medijih za shranjevanje (diskete, zgoščenka, DVD) in on-line publikacijami, ki jih širimo prek interneta (npr. spletne strani). Elektronske publikacije so primerne predvsem za enciklopedije in slovarje, programe za učenje, e-časopise, računalniške igrice in e-knjige
- Mikrooblike: to je nadpomenka za analogne posnetke tiskanih predlog, ki so pomanjšanje na velikost filmskega materiala.
- Kombinacije različnih medijev: kombinacije knjige in zgoščenke, knjige in avdiokasete, avdio zgoščenke in notesnika itd.

## Pravo in mediji, odgovornost in zaupnost
Novinarska etika se zagotavlja predvsem s pravico do izražanja in pravico do javnosti. Novinar kot predstavnik javnosti oblikuje javno mnenje, zato je pomembno tudi ohranjanje zaupnosti med novinarjem in njegovim virom informacij. Novinarji imajo zelo različno urejene svoje pravice do seznanjanja javnosti, do dostopanja do javnih informacij in do razpolaganja z informacijami, ki so delno zasebne ali državna skrivnost. Novinar je lahko poklican na odgovornost, tako po kazenskem kot civilnem pravu pred sodiščem. V nekaterih državah so novinarji velikokrat zaprti, novinarji pa delno lahko uveljavljajo svoje pravice preko globalnih gibanj, novinarskih organizacij in solidarnega pritiska javnosti nad napadalci.
Novinarski viri so praviloma skriti in nedostopni tudi za samo sodišče. Izdaja vira je možna le v najbolj ekstremnih primerih, ko je odločitev tožbe viseča predvsem na osebi vira.
V slovenskem pravu je veljalo od osamosvojitve pravilo kaskadne odgovornosti za objave v tisku. Za objavo odgovarja predvsem časopis in njegov odgovorni urednik, odgovarja lahko celo tiskar, če se časopisa ali urednika ni možno iztožiti, lahko pa se odgovornost prenese tudi na pisca, če se njegovo identiteto lahko ugotovi. Z reformo je odgovornost odgovornega urednika ključna, nekateri trdijo, da je odgovornost skorajda meji na objektivno odgovornost, torej odgovornost ne glede na krivdo odgovornega urednika.
Pravo je na teh področjih zelo zapleteno, vsaj na Slovenskem je postala pri tem pomembna tudi sodna praksa Evropskega sodišča za človekove pravice, ki je dala pomembno oporo novinarjem v primeru Srečko Prijatelj vs Mladina. Izredno odmevna sta bila tudi primera prepovedi knjig Brede Smolnikar, Matjaža Pikala in Andreja Dvoršaka.